# داگلاس استوارت (ورزشکار)
داگلاس استوارت (انگلیسی: Douglas Stuart; ۱ مارس ۱۸۸۵ – ۱ ژانویهٔ ۱۹۶۹) قایقران روئینگ اهل بریتانیا بود.